# Alcyon (entreprise)
Pour les articles homonymes, voir Alcyon.

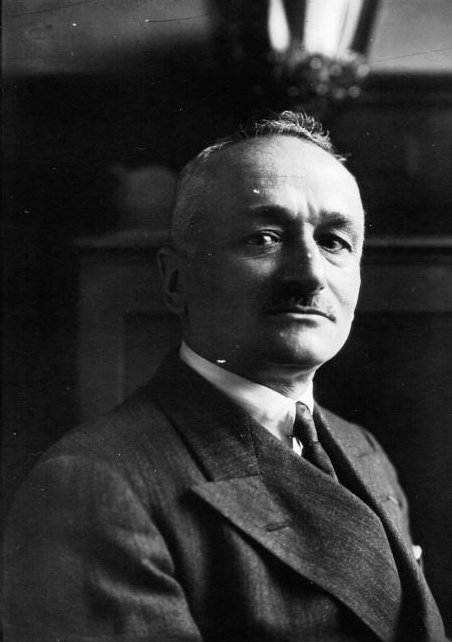
Edmond Gentil

Alcyon est une entreprise française de construction de bicyclettes, de motocyclettes et d'automobiles créée en 1903, boulevard Bourdon à Neuilly-sur-Seine, par Edmond Gentil (1874-1946).

## Histoire
La production des bicyclettes Alcyon commence en 1902, celle des motocyclettes en 1904 avec la fabrication d'un modèle à moteur ZL. Alessandro Anzani est champion du Monde de moto en 1905, sur un modèle à moteur Buchet. La même année, l'équipe cycliste Alcyon est créée. La marque équipe un grand nombre de coureurs cyclistes de cette époque. Les bicyclettes Alcyon ont gagné 14 tours de France, 12 Paris-Roubaix et 13 Bordeaux-Paris. Petit fabricant de la banlieue ouest de Paris, Alcyon est l'un des plus titrés. Les succès enregistrés chaque année lors du tour de France lui valent le surnom d'« intrépide Alcyon ».
Par la suite, Alcyon acquiert différentes marques comme « Cycles A. Thomann » (1911),« Armor », « Labor », « Olympique Cycles » et « La Française Diamant » (1923).
Avant la Première Guerre mondiale, Alcyon construira également quelques automobiles mais l'échec commercial mettra fin à cette diversification.
En 1954 Peugeot reprend l'activité cycles. L’activité motos et vélomoteurs existera jusqu'en 1957 avant de disparaître.

## Trophée Gentil (1946-1963)
En 1946, le « trophée Gentil » est créé à la mémoire du fondateur des Cycles Alcyon, décédé cette année-là. Il récompensait « l'exploit de l'année », et était matérialisé par la remise d'une œuvre d'art créée par Carlo Sarrabezolles. Chaque Fédération Nationale exprimait son choix et le lauréat devait obtenir 70 % des suffrages pour obtenir ce titre honorifique.
- 1946 Émile Masson (Bel)
- 1947 Fausto Coppi (Ita)
- 1948 Briek Schotte (Bel)
- 1949 Reginald Harris (Gbr)
- 1950 Ferdi Kübler (Sui) & Hugo Koblet (Sui)
- 1951 Prix non-remis
- 1952 Fausto Coppi (Ita)
- 1953 Jacques Anquetil (Fra)
- 1954 Louison Bobet (Fra)
- 1955 Stan Ockers (Bel)
- 1956 Ercole Baldini (Ita)
- 1957 Roger Rivière (Fra)
- 1958 Charly Gaul (Lux)
- 1959 Rik Van Looy (Bel)
- 1960 Jacques Anquetil (Fra)
- 1961 Jean Jourden, Henri Belena & Jacques Gestraud (Fra)
- 1962 Jo de Roo (Hol)
- 1963 Jacques Anquetil (Fra)

L'entreprise donne également son nom à une course, le Grand critérium Alcyon, ouvert aux coureurs indépendant et aspirants sous les règlements de l'U.V.F.

## Technologie (moto)
- Production de moteurs ZL (Zurcher et Lüthi)
- Utilisation de moteurs AMC 125 et 175 cm3
- Utilisation de moteurs JAP sur certains modèles

## Production automobile
À partir de 1906, des voitures ont également été produites. À partir de 1912, l’entreprise est implantée à Courbevoie.

Automobiles Alcyon
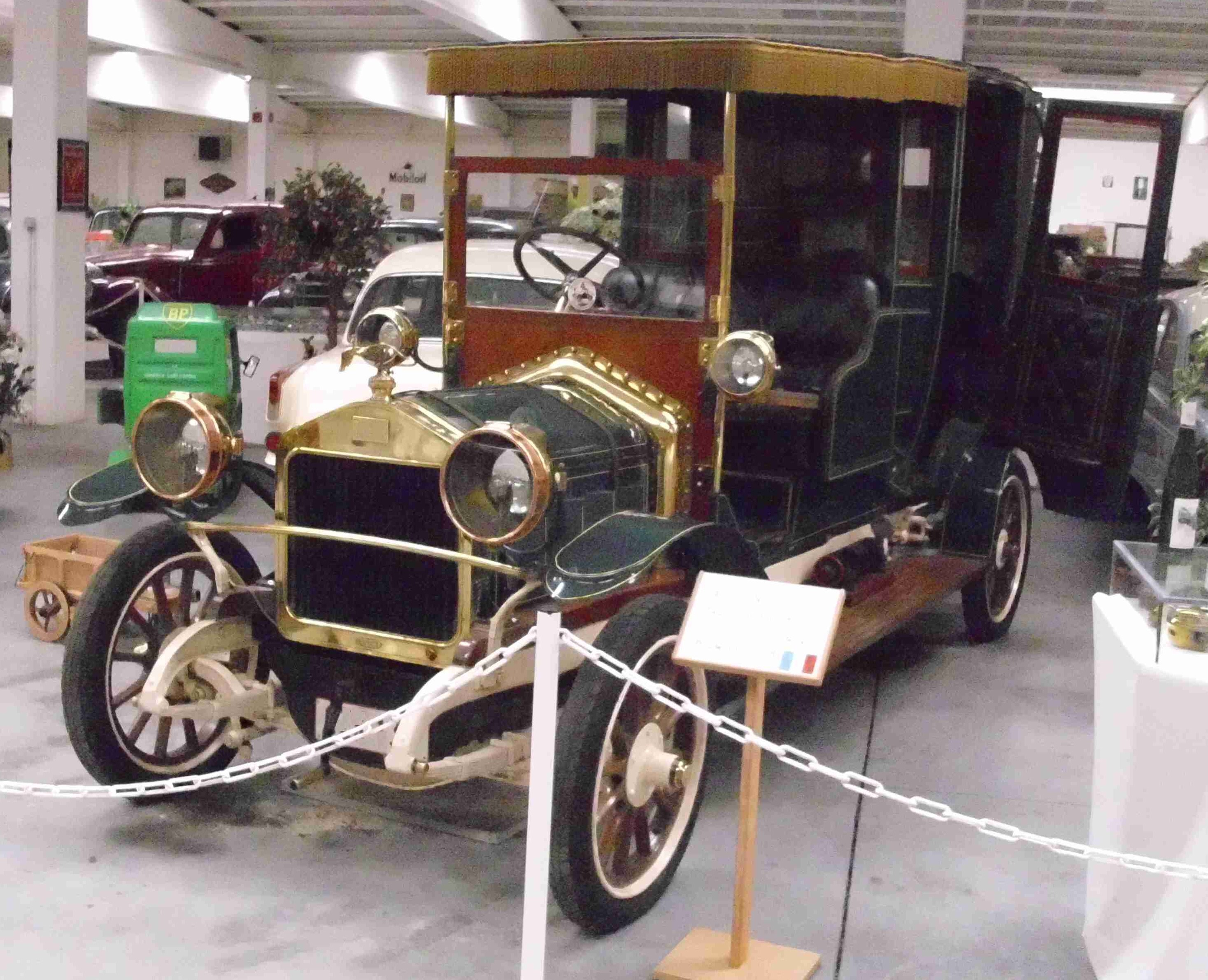
Alcyon 8 CV de 1907[3].
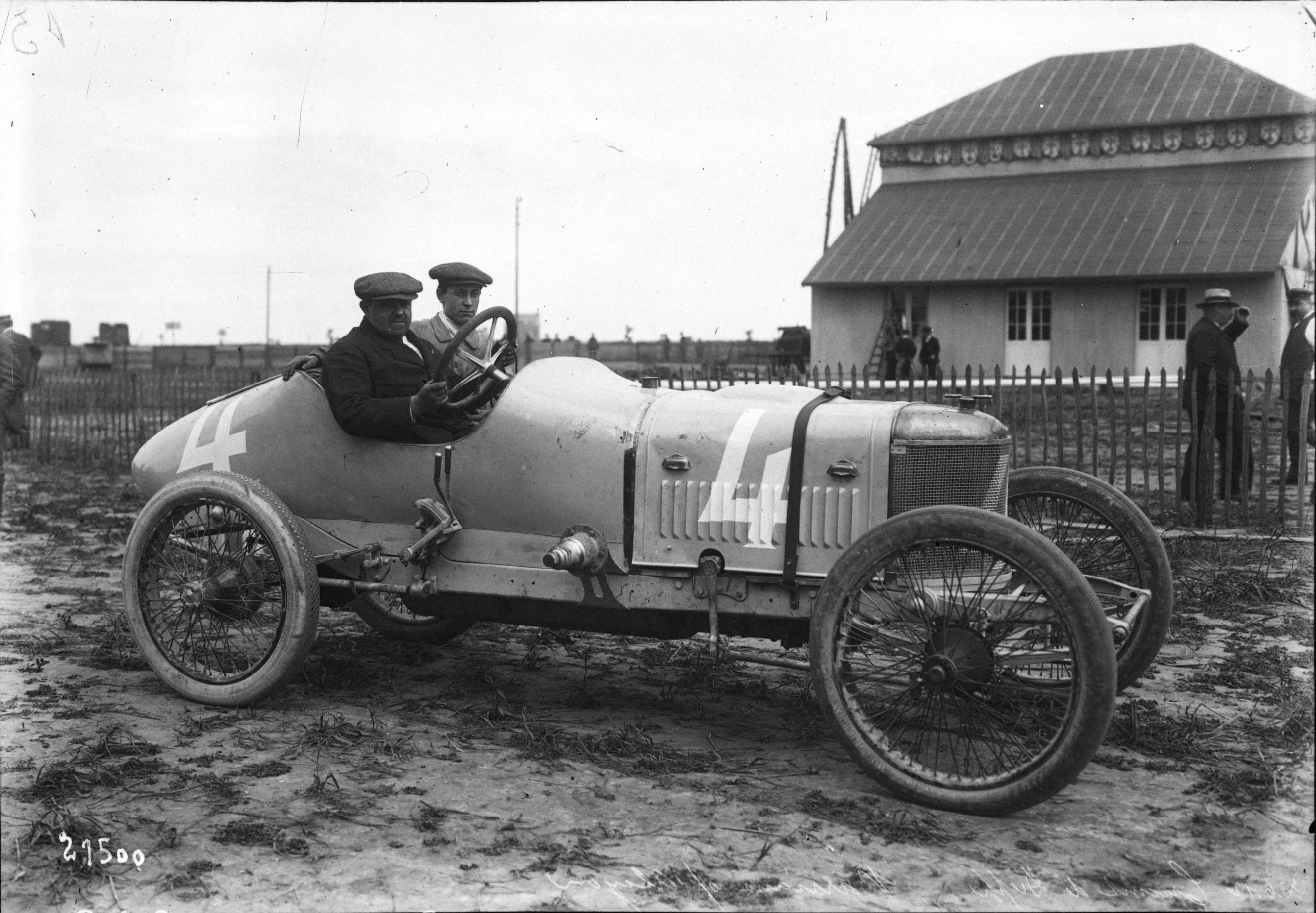
Alcyon 1908.
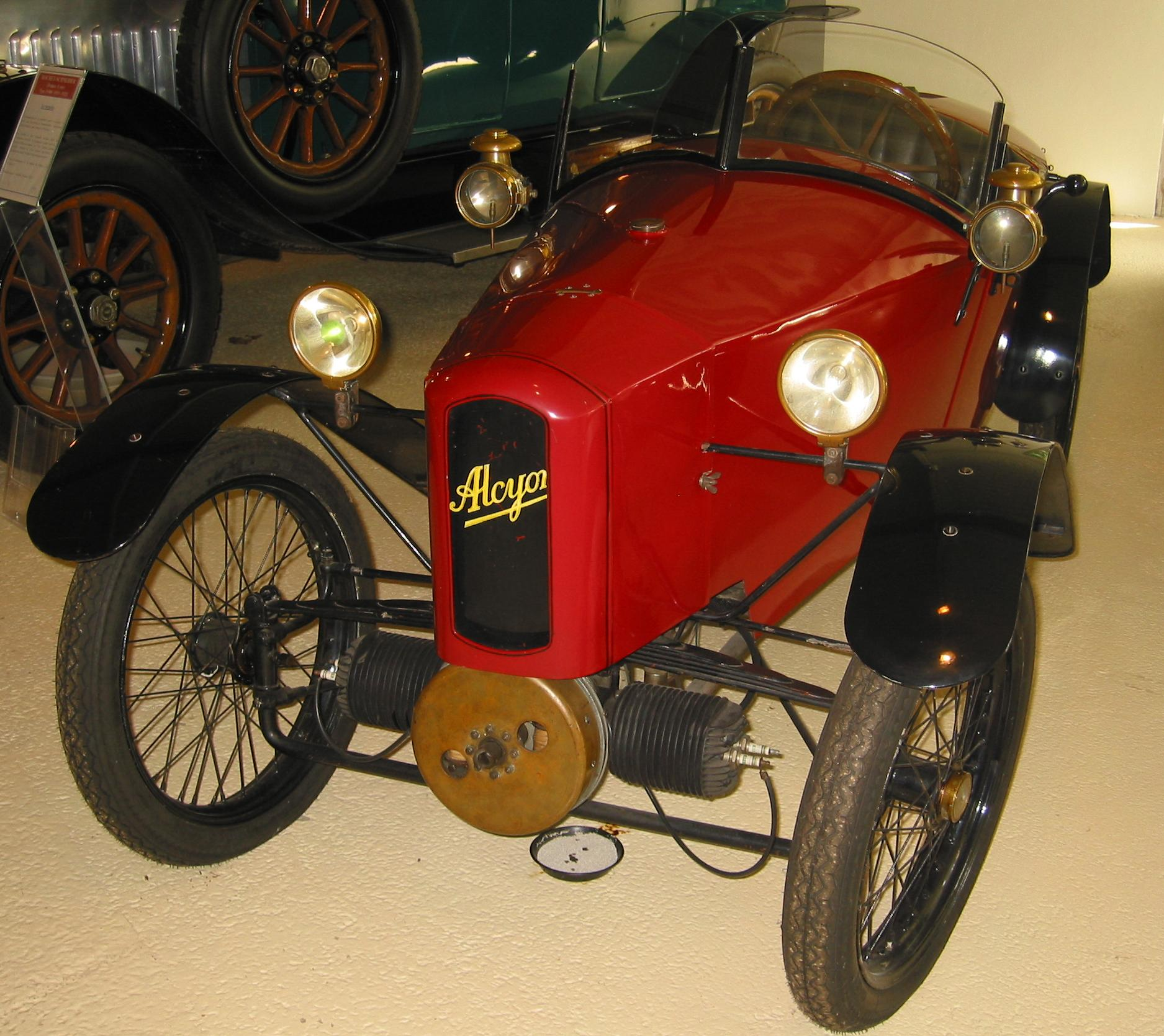
Alcyon 1912.
- Alcyon 1921.
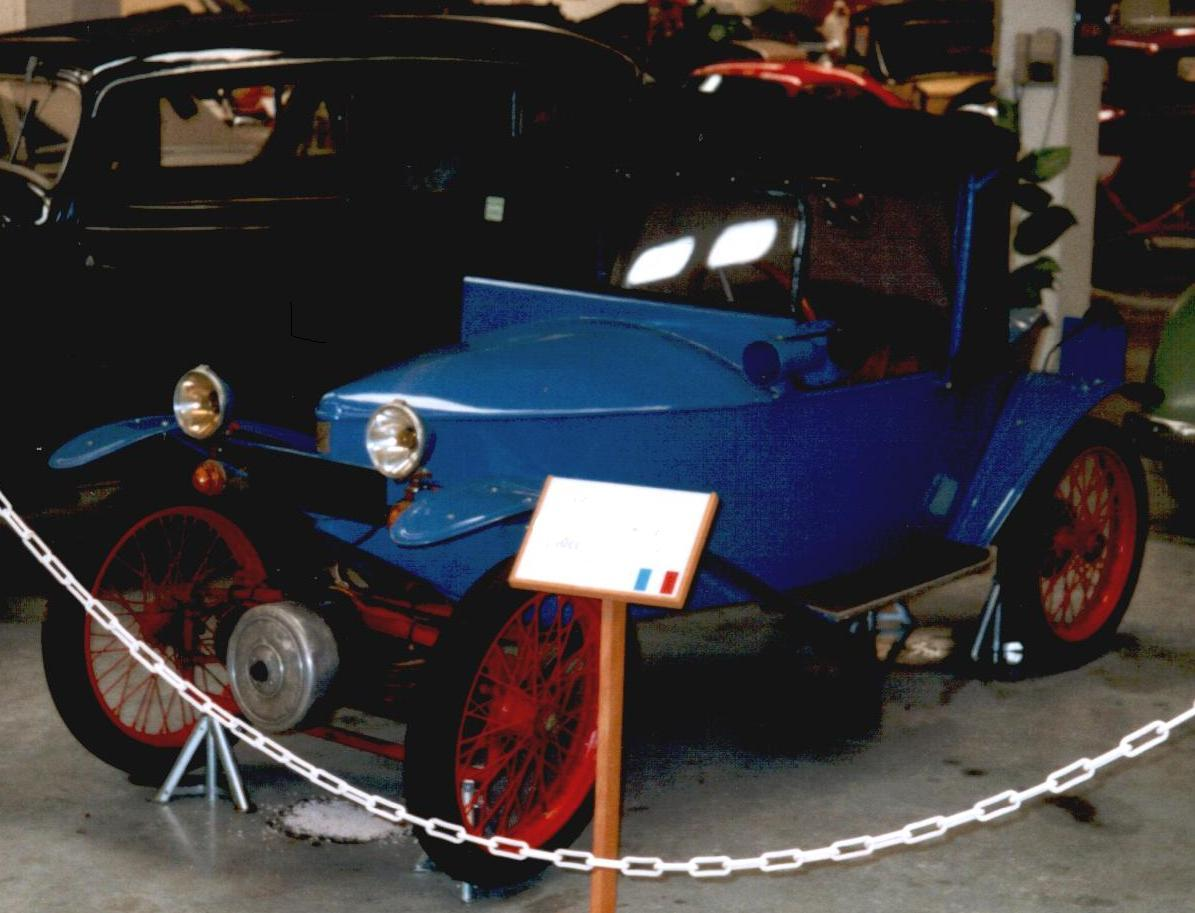
Alcyon de 1925.